# Aéroport de Relizane
Aéroport de Relizane ( code IATA :QZN  • code OACI :DAAZ ) Il se trouve à environ 6 km de la ville de Relizane 

## Localisation
| Airport de Mostaganem |                      |                                                     |
| Aéroport d'Oran       | Aéroport de Relizane | Aéroport de Chlef                                   |
| Aéroport de Ghriss    |                      | ّAéroport de Tiaret - Abdelhafid Boussouf Bou Chekif |